# Battaglia di Reims (356)
La battaglia di Reims fu combattuta nel 356 tra il Cesare Giuliano e gli Alamanni: Giuliano riportò una sconfitta, ma riuscì a riprendersi e a sventare la minaccia degli Alamanni vincendo la Battaglia di Strasburgo.